# Hyperion (Energylandia)
Pour les articles homonymes, voir Hypérion.
Hyperion est un parcours de montagnes russes en métal du parc Energylandia situé à Zator en Pologne. Ouvert depuis le 14 juillet 2018, il s'agit actuellement des deuxièmes montagnes russes les plus hautes d'Europe, ainsi que des deuxièmes plus rapides, Red Force à Ferrari Land occupant la première place pour ces deux catégories (depuis 2017) .

## Thème
Le thème de l'attraction est une mission à destination d'Hypérion, une des lunes de la planète Saturne. Le vaisseau spatial rencontre un trou noir durant le trajet et se retrouve transporté dans un trou de ver, où se trouve une planète semblable à la Terre.

## Les trains
Hyperion possède deux trains colorés en bleu, blanc et noir. Chaque train possède sept rangées et chaque rangée est équipée de quatre sièges, pour un total de vingt-huit passagers par trains. Sur chaque rangée, les deux sièges intérieurs sont légèrement surélevés par rapport aux sièges extérieurs. Le débit de l'attraction est d'environ 1300 passagers par heure. La taille minimale requise pour l'accès est de 140 cm et la taille maximale de 195 cm.

## Parcours
Après avoir quitté la station, le train entame une montée de 77 mètres de hauteur. Arrivé à son sommet, il effectue une descente quasiment verticale (85°) de 82 mètres et passe sous le sol via un tunnel. Sa vitesse atteint alors son pic de 142 km/h. Le train passe ensuite sur une grande colline, ce qui procure un sensation d'impesanteur appelée "airtime". Il monte ensuite sur une autre colline mais au sommet le rail bascule et fait redescendre les passagers en leur mettant la tête à l'envers. Cette figure s'apparente à une chute plongeante (aussi appelée "dive drop"). Le train effectue ensuite une figure qui le fait basculer sur la gauche vers une petite colline puis une autre plus haute. Après un large virage incliné sur la gauche, une multitude de bosses procurent des sensations de "airtime". Après quelques virages serrés, le train passe au niveau d'un bassin ou des jets aquatiques sont synchronisés avec le passage de ce dernier et peuvent éclabousser les passagers. Enfin, les freins de fin de parcours arrêtent le train qui retourne à la station.

## Accident
Le 16 août 2018, après la fermeture du parc, un employé est heurté par l'un des trains d'Hyperion alors qu'il tentait de récupérer un téléphone tombé sous les rails. L'homme est décédé sur place.